# Veselje in globoka možganska stimulacija

## Definicija
Emocijo veselje je težko definirati in je kot koncept pogosto zamenjana s srečo. Po stopnji intenzitete spada med mirnostjo in zadovoljstvom na eni strani in  vzhičenostjo na drugi. Kriterij za ločevanje veselja od sreče je faktor pojavljanja te emocije: če je ta emocija direktna posledica nekega dogodka, potem je to veselje, če pa je splošno počutje (dalj časa trajajoče, konsistentno),  govorimo o sreči (Reevy,  Ozer in  Ito, 2010). 
Poznamo 6 osnovnih emocij: jeza, strah, veselje, žalost in gnus, ki ima vsaka svoje fiziološke značilnosti, zakoreninjene v določenih nevronskih poteh v možganih. Z lociranjem le teh se ukvarja tehnika mapiranja nevronov in možganskih predelov, neuroimaging, ki je za veselje definirala 9 odgovornih centrov: Brodmannovo območje v desnem superiornem temporalnem girosu, bazalni gangliji, talamus in mali možgani med najpomembnejšimi (Vytal in Hamann, 2010).

## Raziskave
V raziskavi »What's in a Smile?« (S. Okun idr., 2004)je bil namen opisati nasmeh, smehljaj in evforijo, kot obliko veselja, za kar so  predpostavljali, da sta odgovorni regiji v možganih, imenovani ventrial striatum in nucleus accumbenss. Ker se je v preteklosti globoka možganska stimulacija kot tehnika v terapiji pri motnjah v gibanju izkazala za uspešno, so hoteli njene zmožnosti ugotoviti tudi pri zdravljenju obsesivne kompulzivne motnje, ki je povezana z depresijo. Ugotoviti so želeli emocionalne spremembe, povezane s stimulacijo ventralnega striatuma z elektrodami, ki so jih namestili na desno in levo stran nucleusa accumbensa. 
V raziskavi je sodelovala udeleženka, z močno, dolgotrajno obsesivno kompulzivno motnjo (OKM) in se ni odzivala na nobeno zdravljenje s kognitivno vedenjsko terapijo ali terapijo z zdravili, kot so: paroxetine, fluvoxmine, clomipramine in drugi. Z operacijo so vsadili 2 elektrodi za stimulacijo, narejeni po meri, s 3 mm kontaktom in 4 mm razmikom med kontaktoma. Skozi vsako elektrodo ločeno so spustili različne električne toke, vsakič s frekvenco 130 Hz, vmes pa so snemali obrazni izraz 
Pri električnem toku z močjo 2 voltov, je svoje počutje opisala kot »giddy« oziroma veselo, igrivo, vzneseno medtem ko je pri  2, 4, 6 in 8 voltih opisovala močno vzhičenost, evforijo, občutek globoke sreče in željo po smehu. Ko so stimulirali levo elektrodo, se je na njenem obrazu pojavil asimetrični nasmešek v desno, in obratno. Ob stimuliranju obeh elektrod naenkrat se je sprožil bilateralni nasmešek (na obeh straneh obraza z občutkom vlečenja živca), prisotni nevrolog, psihiater ter nevrokirurg pa so potrdili jasno opaženo povezavo med stimulacijo in pravim čustvenim ter fiziološkim odzivom, značilnim za veselje, ki pa ga je spremljal vonj in okus po kovini. Elektrodi so ji pustili v možganski regiji in po enem letu se je pojavilo pomembno izboljšanje počutja in obsesivne kompulzivne motnje. 
Uspeh so po prvi hipotezi prisodili do zdaj neznanim povezavam med nucleusom accumbensom, ki je vpleten v motivacijo in nagrajevanje v možganih, in obraznim motoričnim vlaknom, ki izrašča iz notranje kapsule in se odraža kot nasmeh. Po drugi hipotezi pa so opazili pristni limbični nasmeh s prisotnostjo evforije in veselja zaradi aktivacije vlaken iz prefrontalnega korteksa in/ali cingulatnega girusa, ki potem skozi bazalne ganglije sproži pristno veselje. Ta del možganov je močno povezan z ventralnim stratiumom. 
V študiji Smile and Laughter Induction and Intraoperative Predictors of Response to Deep Brain Stimulation for Obsessive Compulsive Disorder (U. Haq idr., 2011)je bil zajet vzorec udeležencev, ki so imeli hude obsesivno kompulzivne motnje in se niso odzivali na druga zdravljenja. Elektrode za globoko možgansko stimulacijo so jim namestili okoli nucleus accumbensa z operacijo. Namen študije je bil identificirati prediktorje odzivov na tako stimulacijo, ki bi bila predmet nadaljnih raziskav. 
Med potekom raziskave je bil prisoten nevrolog, ki je ocenjeval spremembe v obrazni mimiki in psihiater, ki je po Likartovi lestvici ocenjeval spremembe v OKM, anksioznosti in počutju, udeleženci pa so imeli vse testne pogoje enake tem, opisanim v prvi študiji, po vstavitvi elektrod pa so se vračali na testne meritve pri enem, dveh, treh, šestih, 12 in 24 mesecih po aktivaciji, kjer so merili OKM simptome po Y-BOCS lestvici in depresijo po Hamilton ocenjevalni lestvici za depresijo. 
Udeleženci so poročali o občutkih evforije, veselja, ki jim je sledil nasmešek diametralno nasproten smeri elektrode v 1-2 sekundah po stimulaciji. Pri 4 od 6 udeležencih se je nasmešek razvil v naravni smeh. Dvig razpoloženja je ostal tudi po izginotju nasmeška, vendar se je končal s končano stimulacijo. Večji kot je bil delež stimulacije pogojev z nasmeški, večje je bilo izboljšanje OKM  po 24 mesecih. Najmočnejši odzivi veselja so bili opaženi pri prvem postopku in pa po enem mesecu, potem pa se je zaradi habituacije intenzivnost odziva zmanjšala. Prav tako ni bila opažena korelacija med stimulacijo in trajnim zmanjšanjem simptomov depresije. 
V raziskavi In Double-blind optimization of subcallosal cingulate deep brain stimulation for treatment-resistant depression: a pilot study  (Ramasubbu, Anderson, Haffenden, Chayda, H.T. Kiss, 2013) so preizkušali globoko možgansko stimulacijo v podcallosalnem cingulativnem girusu, kot tehniko zdravljenja depresije odporne na zdravljenje (treatment-resistant depression ali TRD), kjer je zdravljenje z antidepresivi neuspešno. Namen študije je bil ugotoviti odnos med parametri dražljaja in posledicami za TRD pri  udeležencih. 
Po vstavitvi elektrod so vsak teden naključno spreminjali frekvenco in pulz elektrod in napetost v voltih, brez da bi za to udeleženci vedeli, in merili spremembe v razpoloženju in depresiji s Hamiltonovo ocenjevalno lestvico za depresijo na vsake dva tedna celih 6 mesecev, da bi določili dolgoročne spremembe v depresiji. 
Stimulacija z daljšimi širinami pulzov  se je odražala s kratkoročnim izboljšanjem in veseljem. 2 udeleženca pa sta pokazala dolgoročno izboljšanje depresije po 6 mesecih. Mehanizem ki je sprožil izboljšanje ni ustrezno pojasnjen saj bi različna trajanja impulzov lahko vplivala na nevronske poti dlje od lokacije elektrod, povečano veselje ob prvem poskusu vstavitve, ki so ga izkusili vsi udeleženci pa pripisujejo aktivaciji mreže okoli nucleusa accumbensa. Pojavila se je tudi habituacija na stimulacijo, ki je povzročila 30% upad rezultatov na HAM-D-17 lestvici že po enem mesecu. 

## Prednosti in pomanjkljivosti tehnike
Področje globoke možganske stimulacije z elektrodami še ni dobro raziskano, saj je zelo mlado, postopek vstavitve pa zelo invaziven (Talan, 2009) in zato zahteva vsako posamezno odobritev s strani etičnih komisij in le za osebe, ki imajo hude težave z občutenjem veselja ali obsesivno kompulzivnimi motnjami. To dopušča le zelo majhne vzorce, posploševanje možnosti induciranja veselja pri zdravih osebah ali na večjih skupinah posameznikov z motnjami pa ni mogoče. 
Vse tri raziskave so pokazale da take stimulacije vključuje manipulacijo raziskovalca s čustvi posameznika, ki je zahtevna, draga, dolgotrajna in na katero je možnost habituacije, kar sproža tako etične kot pragmatične pomisleke pri induciranju veselja skozi elektrode. V vseh treh študijah so bili vzorci premajhni za statistične analize, prinesle pa so le kratkotrajno izboljšanje počutja in povečanje veselja, razen pri prvi študiji, kjer se je po enem letu terapije z elektrodami pojavilo vsesplošno izboljšanje, s pomanjkljivostjo ene same udeleženke, kar pa je onemogočilo vsakršno primerjavo z drugimi osebami in je torej nereprezentativno izboljšanje. Postopek pa vendarle omogoča lokalizacijo »veselja« v možganskih centrih, ki so fizično odgovorni zanj, in tako daje dober vpogled v nevronsko osnovo veselja (nucleus accumbens, ventrial striatum) ter močne implikacije uspešnosti možnih terapij pri motnjah povezanih s tem v prihodnosti, ko se bodo skozi razširitev polja lahko odpravile tudi take eksperimentalne napake, kot smo jim priča v obravnavanih študijah. Izsledki pripomorejo tudi k pozitivni psihologiji v življenju zdravega posameznika saj ponujajo novo  izhodišče raziskav sreče.